# Maurice Dobb
Maurice Herbert Dobb (4 de julho de 1900 – 17 de agosto de 1976) foi um economista marxista britânico que lecionou e esteve ligado à Universidade de Cambridge entre 1924 e 1976 e foi membro da Trinity College de Cambridge, de 1948 a 1976.
Maurice Dobb também ficou conhecido pelo seu debate com o norte-americano Paul Sweezy sobre a transição do feudalismo para o capitalismo.

## Biografia
Dobb nasceu em Londres e foi admitido no Pembroke College de Cambridge em 1919 como estudante de história. Logo no primeiro ano ele mudou para Economia. Após dois anos na Escola de Economia de Londres ocupando um cargo de pesquisa e elaborando seu trabalho de PhD ele voltou para Cambridge para se tornar professor em 1924 na sua antiga faculdade.
Uma controvérsia rumorosa no seu divórcio com a primeira esposa Phyllis (com quem se casara em 1923) e sua adesão ao Marxismo contribuiram para que ele perdesse alunos e alguns direitos na faculdade. Dobb então tornou-se membro do Trinity College e com isso manteve suas ligações com a faculdade por 50 anos. Ele não receberia um grau universitário até 1959.
Em 1920 Dobb afiliou-se ao Partido Comunista e na década de 1930 foi uma das figuras centrais do movimento comunista universitário. Um dos recrutados foi Kim Philby, que mais tarde se tornaria um agente graduado do Serviço de Inteligência inglês. Foi sugerido que Dobb era um "talentoso observador" ("talent-spotter") para o Comintern.

## Teoria
Dobb foi um economista que primeiramente se envolveu com a interpretação da Teoria Econômica Neoclássica do ponto de vista do Marxismo. Participou do debate primário sobre o problema da "calculabilidade dos preços" (iniciado pelo austríaco Ludwig von Mises) que criticava a planificação centralizada socialista. Dobb criticou o modelo do mercado socialista de Oskar Lange e as contribuições dos socialistas "neo-clássicos"  considerando-as um ilegítimo (em tradução livre) "estreitamento de foco do estudo dos problemas de relações de troca". (Economists and the Economics of Socialism, 1939.)
Para Dobb, o desafio central da Economia para os socialistas era explicar as relações de produção e investimento em seus aspectos dinâmicos. Ele classificou três grandes vantagens da economia planificada: prévia coordenação, efeitos externos e variáveis do planejamento.
Esse autor lançou a tese de que o capitalismo era proveniente da circulação de mercadorias entre o campo e a cidade, proveniente da crise estrutural do sistema feudal; utilizava as categorias forjadas por Marx para explicar as características do capitalismo.

### Prévia coordenação
Economias Planificadas empregam a prévia coordenação em contraste com a Economia de Mercado cujo arranjo é diluído entre seus agentes, por definição. Nessa última, as expectativas básicas para suas decisões são sempre eivadas de incertezas devido a uma pobreza de informações que eventualmente causa desequilíbrios que só poderão ser corrigidos após ocorrerem, com desperdício de recursos. Com a coordenação prévia são removidos importantes níveis de incerteza num contexto de recolha unificada anterior de informações e há garantias dadas por tomadas de decisões antes do comprometimento de recursos.

### Efeitos externos
Dobb foi um dos primeiros economistas a reconhecerem e teorizarem sobre a relevância dos efeitos externos no Mercado. Numa Economia de Mercado clássica, cada agente decide com base em informações limitadas e ignorantes sobre qualquer efeito social mais amplo decorrente da produção e do consumo. Efeitos externos relevantes invalidam qualquer informação obtida na coleta de preços se não refletiram a realidade do custo de oportunidade social. Contrariamente ao aceito pelos principais economistas liberais, efeitos externos significativos são um fator importante para a moderna Economia de Mercado. Planejamento de decisões coordenadas entrelaçadas antes de serem implementadas podem considerar uma grande margem de efeitos sociais. É uma importante aplicação para o planejamento industrial, eliminando desigualdades setorizadas causadas por efeitos externos e refletindo os efeitos disso nas obras públicas e no desenvolvimento de industrias nascentes; adicionalmente considerando os amplamente divulgados efeitos negativos no meio ambiente.

### Variáveis do planejamento
Ao se considerarem todos os complexos fatores econômicos, apenas a coordenação prévia determinará a alocação de coisas fluídas que apareciam anteriormente como dados num quadro estático, como variáveis dentro do processo de planejamento que poderão ser ajustadas de acordo com as circunstâncias: taxas de investimento distribuindo-os em capital e consumo, escolhas de técnicas de produção, logística e distribuição geográfica dos investimentos, abastecimento e energia, vínculos da agricultura com a indústria, novos produtos e suas características e níveis de padronização e variedade produtiva que o estágio da economia pode suportar.

## Publicações
- Capitalist Enterprise and Social Progress, 1925
- Russian Economic Development since the Revolution, 1928
- Wages, 1928
- "Economic Theory and the Problems of a Socialist Economy", 1933, EJ.
- Political Economy and Capitalism: Some essays in economic tradition, 1937
- Marx as an Economist, 1943
- Studies in the Development of Capitalism, 1946
- Soviet Economic Development Since 1917, 1948
- Some Aspects of Economic Development, 1951
- On Economic Theory and Socialism, 1955
- An Essay on Economic Growth and Planning, 1960
- Papers on Capitalism, Development and Planning, 1967
- Welfare Economics and the Economics of Socialism, 1969
- "The Sraffa System and Critique of the Neoclassical Theory of Distribution", 1970, De Economist
- Socialist Planning: Some problems.  1970
- Theories of Value and Distribution Since Adam Smith, 1973
- "Some Historical Reflections on Planning and the Market", 1974, in Abramsky, editor, Essays in Honour of E.H.Carr, London, Macmillan Press

- Dobb contribuiu com An Outline of Modern Knowledge, editado por William Rose e publicado por Victor Gollancz, em 1931, com outros eminentes acadêmicos da época, incluindo Roger Fry, C. G. Seligman, F. J. C. Hearnshaw e G. D. H. Cole.